# Lichenometri
Lichenometri är ett sätt att analysera lavpåväxten på stenytor för att datera föremålen eller åldersbestämma laven. I dessa fall fungerar inte radiokolmetoden eftersom det rör sig om oorganiskt material.
Metoden härstammar från 1950-talet och började användas av geologer för att datera lavar, som av vissa arter kan nå en ålder på 9000 år. Tekniken går ut på att man börjar med att bestämma olika lavarters tillväxtkurvor. Vanligtvis bestäms tillväxtkurvan genom att utgå från strandförskjutningen, som innebär att lavar etablerar sig på stenar när vattennivån i Östersjön sjunker (0,9 cm/år.) Tillväxthastigheten har ett funktionellt samband - ibland direkt proportionell - mot lavens storlek. Med storlek menas här ytan eller diametern på lavens bål.
Huruvida metoden lämpar sig för att datera olika arkeologiska föremål är dock ifrågasatt.